# Осміяння Христа
«Осміяння Христа» це невелике панно 13-го століття, італійського художника Чімабуе, виконане темперою на дошці з тополі. На ньому відтворено глузування над Ісусом Христом, та є однією з трьох панелей, відомих із поліптиха на тему Страстей Христових. Його виявили в будинку на півночі Франції. У жовтні 2019 року панно продали на аукціоні за 24 мільйони євро, що є рекордом для художніх творів створених раніше 1500 року. Вважається, що це перша робота Чімабуе, яку було виставлено на аукціон.

## Опис
«Осміяння Христа» має розмір 25,8 см × 20,3 см × 1,2 см, та зображує насмішки над Ісусом до його розп'яття. Роботу виконано яєчною темперою на тлі  листочків із сусального золота, на стоншеній та злегка зігнутій тополиній дошці, яку підготовлено шарами ґрунту Ґессо, у які вбудовано полотно. Вважається, що воно датується 1280 роком.
Прийнято вважати, що це одна із  частин диптиха, з чотирма намальованими сценами на кожному крилі, яка зображує Страсті Христові, іноді її називають Диптихом Відданості. Дві інші сцени, намальовані на дерев'яних панелях подібного розміру, були визначені як частини одного поліптиху: «Діва та дитина з двома янголами» в колекції Національної галереї в Лондоні (виявлена у Суффолку у 2000 р.) та «Бичування Христа», що знаходиться в колекції Фріка у Нью-Йорку з 1950 року.
«Осміяння Христа» це одна з дюжини робіт, які були віднесені до Чімабуе, жодна з яких не була підписана художником. Вона подібна до інших творів Чімабуе — у відтворені міміки облич людей та зображення будівель, у використанні світла та перспективи. Національна галерея описує поліптих як такий, що представляє «вирішальний момент в історії мистецтва», оскільки він походить із часу, коли італійські художники почали відходити від візантійської традиції, до більш натуралістичного зображення подій.
Це єдиний відомий дрібномасштабний твір Чімабуе, в якому він використовує ті самі прийоми для зображення натовпу, які можна побачити в інших масштабніших роботах, як-от його фрески в Ассізі. Сцена зображує біблійну історію від Матвія 27: 27—30. Ісус, у червоному халаті та блакитному плащі, стоїть у центрі композиції, з розкритими очима у візантійському стилі: на тогочасних зображеннях із північної Європи він би сидів, із зав'язаними очима. Він спокійний, із розслабленими руками та скорботним виразом обличчя, серед натовпу трохи нижчих людей, які сердито б'ють Христа палицями, мечем у піхвах або голими руками; один намагається збити з Христа німб. По обидві сторони стоять чоловіки з мечами в піхвах; будівлі на задньому плані у візантійській реверсній перспективі обрамляють сцену під світлим, золотавим небом.
Інфрачервона рефлексограма, виявила виправлення зроблені Чімабуе. Пошкодження фарби показує, що панель було видалено з лівого нижнього кута рамки, а краї вирівняні темною обвідкою. Підозрюється, що внизу знаходиться оригінальна червона обвідка, як і на двох інших вцілілих частинах із диптиха, на яких також є схожі червоточини. Разом із двома іншими дошками вони, схоже, є трьома з набору із чотирьох частин, при цьому права верхня панель відсутня. Реконструкція незвичайного флорентійського диптиха, що складається з восьми дощок, майстра із Сан-Мартино Алла Пальма (близько 1320 року) передбачає, що четверта панель була б зі сценою «Зради Христа», тоді як чотири панелі гіпотетичного другого аркуша відтворюватимуть Шлях до Голгофи, Розп'яття, Поховання та Страшний суд. У подібному венеціанському диптиху 1300 року, що виставлений у Музеї образотворчих мистецтв Вірджинії, також є шість сцен Страстей Христових, з Дівою та дитиною і Страшним судом. Схоже, що всі вони походять із монастирів кларіссінок, на півночі Італії.

## Відкриття та продаж
Картина висіла на кухні, над газовою плитою, літньої жінки, яка проживає в місті Компен, на півночі Франції. Жінці було 90 років і вона продавала будинок, який було збудовано у 60-х роках, та переїжджала з того району. Напередодні переїзду в червні 2019 року вона зателефонувала до місцевого аукціонера, щоб визначити, чи варто продати якесь її майно, а решти позбутися. Жінка та її родина вважали, що «Осміяння Христа» лише стара релігійна ікона, яка нічого не варта. Власниця не могла пригадати, звідки взялася картина, але вважала, що вона має російське походження.
Аукціоніст мав лише один тиждень, щоб оцінити вміст будинку, але «Осміяння Христа» помітив майже одразу. Вважалося, що це хтось з італійських примітивістів, а можлива вартість від 300 000 до 400 000 євро. Власниці порадили відправити панно на експертизу, і воно опинилося в Еріка Туркіна та його колег із Галереї Бірж у Парижі. Тестування під інфрачервоним світлом виявило схожість з іншими роботами Чімабуе, і цю також було віднесено до його робіт. Деякі інші предмети з будинку, продано на аукціоні за 6000 євро, а решту відправили на смітник.
Роботу було виставлено на аукціоні в готелі Actéon Hôtel des Ventes, у місті Сенліс, Оаз, 27 жовтня 2019 року, з оцінкою у 4—6 мільйонів євро. У аукціоні взяли участь близько 800-та людей, також цікавість виявили декілька іноземних музеїв. Ціна роботи сягнула до 19,5 млн євро, після включення гонорару за продаж, остаточна вартість досягла 24 мільйонів євро. Виграшну заявку розмістив лондонський дилер Фабрізіо Моретті від імені двох анонімних колекціонерів. Це стало новим світовим рекордом для художніх творів створених раніше 1500 року. Вважалося, що ціна є зависокою, бо це був перший раз, коли робота Чімабуе була продана на аукціоні. Продавець, та покупець вирішили залишитися анонімними, хоча, як повідомлялося, покупцями є двоє громадян Чилі, які проживають у Сполучених Штатах.
З 23 грудня 2019 року уряд Франції встановив 30-місячну заборону на експорт роботи. Сподіваючись, зібрати кошти на придбання картини, та виставити її у Луврі поряд із художником Maestà.

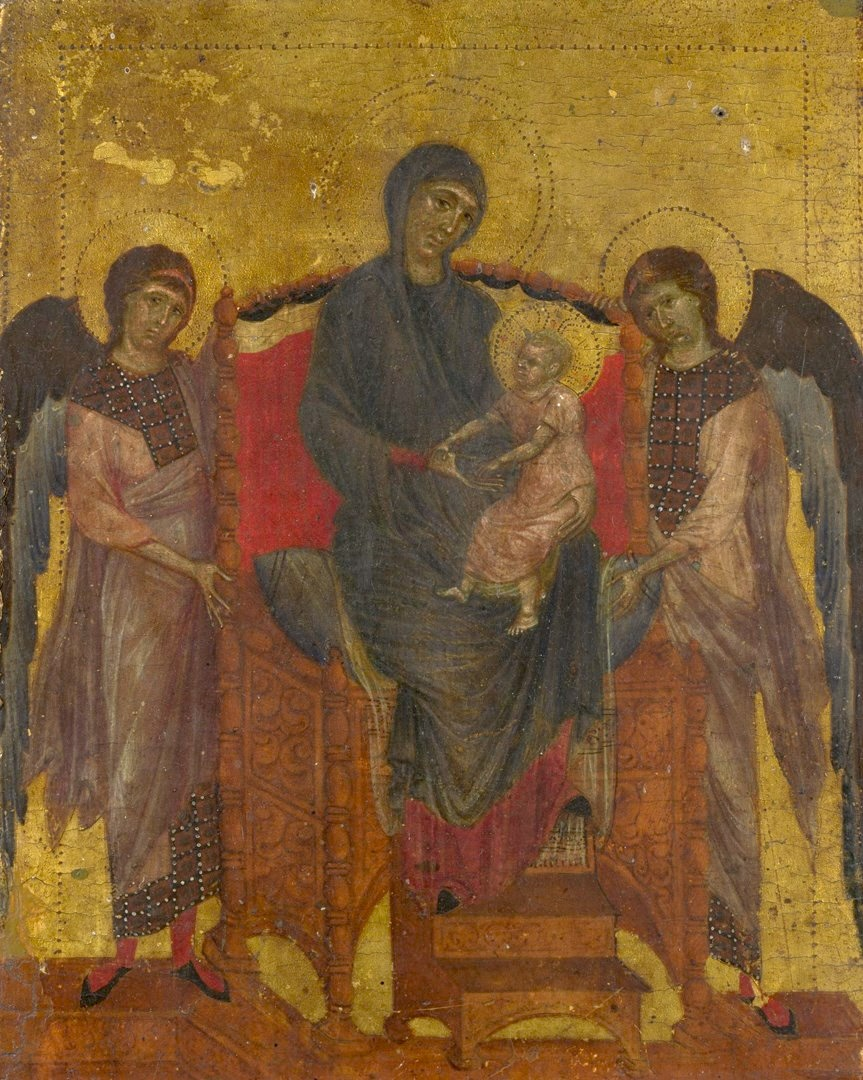
Чімабуе, Діва та дитина з двома янголами, Національна Галерея
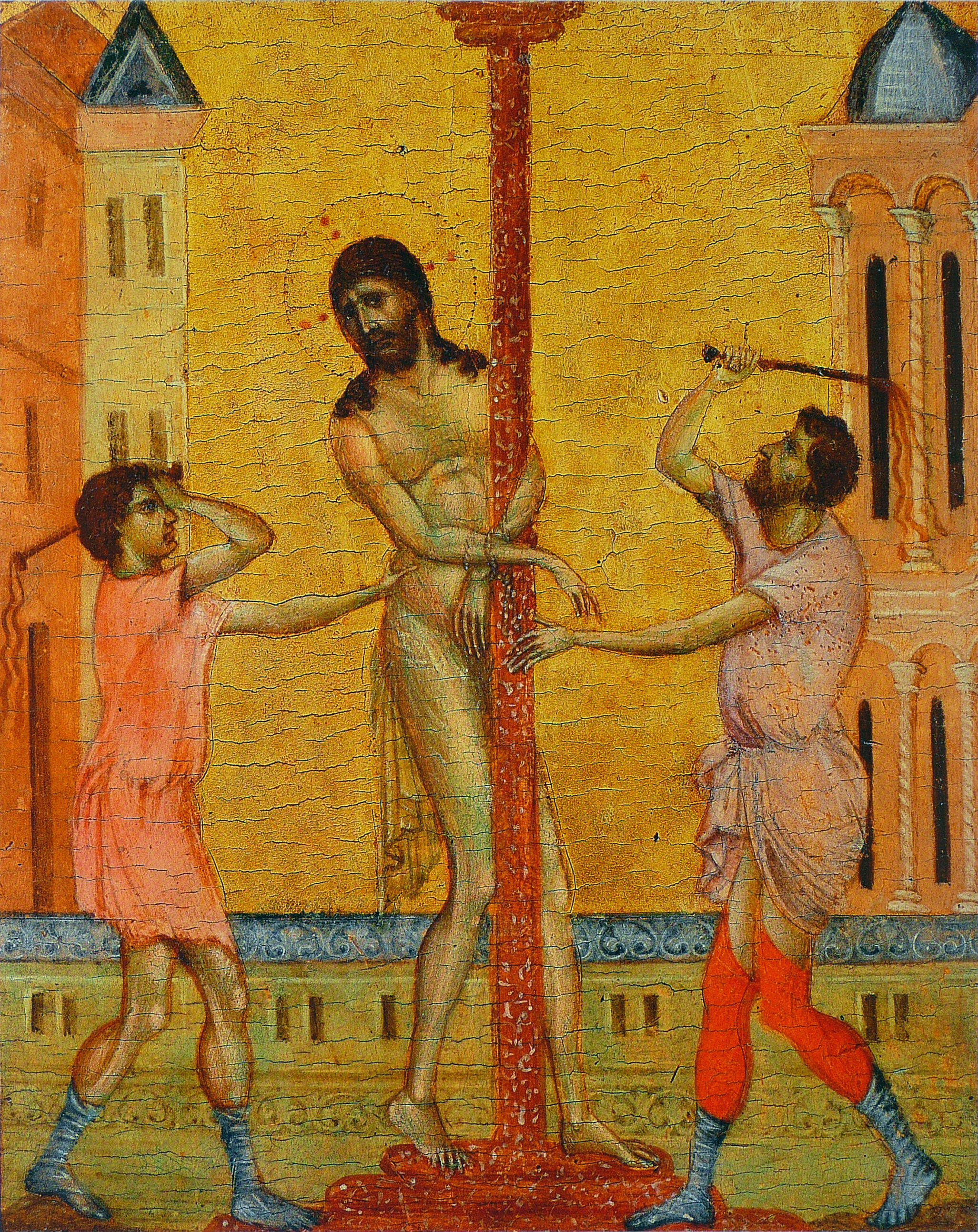
Чімабуе, Побиття Христа[en], Колекція Фріка
Запропонована реконструкція диптиху Відданості